# 劇団イナダ組
劇団イナダ組（げきだんいなだぐみ）は、北海道札幌市豊平区豊平に拠点を置く劇団の名称。函館市出身の演出家、稲田博（イナダ）が中心となって設立、劇団の代表を務める。札幌市内の各ホール施設で恋愛などをテーマとした公演を行うほか、地方公演も実施している。

## 概要
劇団イナダ組の起源は、代表である稲田博が1988年3月に行った公演、「四十八手悲恋悲話」までさかのぼる。「メルヘン館」という名称の劇場で2度行ったこの芝居は、80人程度の観客が入場すれば満員になるほど小さな場所で行われたという。その後1991年までにこの初演を含め全3回の公演を実施、全てイナダの単独プロデュースという形態をとっていた。
1990年、現CREATIVE OFFICE CUEの会長である鈴井貴之と意気投合したイナダは、鈴井が主宰となり、劇団「OOPARTS」を立ち上げる。しかし、舞台の脚本についてなどを巡って鈴井と揉め、立ち上げから1年半程で脱退。
1992年に劇団として定期公演として芝居をスタートさせるため、同年に役者たちを募り劇団としての形式に移行。1992年の2月28日から3月1日まで行われた第4回公演、「色物図鑑 TAKEDA～ノルウェーの森」より、初めて劇団という形での活動に乗り出した。1993年に行われた第7回公演では、当時まだ北海学園大学の学生であった森崎博之が芝居に出演するなど、助っ人として劇団に携わった数多くの役者の一部がその後も劇団イナダ組の一員として残ることとなった。
1994年公演には佐藤重幸（現・戸次重幸）が参加、翌1995年に第10回公演を迎え、同じく北海学園大学より大泉洋や音尾琢真などが加わった。1996年に本公演が延期になり、穴埋めとして森崎が公演を計画。自身と安田顕（当時、OOPARTS）の卒業制作として「TEAM-NACS」を結成し、イナダのプロデュースの下、旗揚げ解散公演と銘打って「LETTER～変わり続けるベクトルの障壁」を上演。後にTEAM NACSとして、全国的な知名度を得るに至る。尚、イナダが直接関与したのは「LETTER」のみで、再結成・デビュー後は劇団員が客演として参加する形だった。同年、イナダ自らが役者として出演した第11回公演「サンチョパンサのバカ」から、劇団の役者の人数が飛躍的に増加した。
1997年公演で観客動員数2000人を達成、1998年には札幌市内中心部に位置する道新ホールで初めて公演に成功、2000年の第20回公演では札幌市教育文化会館の大ホールで公演を行うなど、活動の舞台を大きくしていった。1999年から2002年にかけては北海道放送の深夜バラエティ番組『天然者』に、団員たちがレギュラーとしてキャスティングされた。
2002年に劇団は10周年を迎え、札幌市・函館市・富良野市の3つの都市で記念のロードツアーと題した地方公演を初めて開催した。翌2003年には北海道内6か所での公演を実行、同年7月に行われた第26回公演「ライナス」では、幼児虐待をテーマに扱うなど社会問題にも触れた。
TEAM NACSの4人が脱退後は、活動の範囲を北海道内各地に広げ、地方公演を精力的に行う。
また、2006年には北海道外初となる福岡公演、2008年には東京新宿シアターアップルで行われた東京劇団フェスに参加しグランプリを獲得、そのほかにも大阪、仙台、名古屋などで全国ツアーを行い、全国的な人気を誇る劇団に成長。2011年には劇団20周年を記念して、東京紀伊國屋サザンシアターで公演を行い地方の劇団としては異例の2000人の動員を記録する。
2013年からはこれまでの劇団のあり方から、所属する役者を抱えずに自由なキャスティングで作・演出を行うスタイルに一新。HTB「水曜どうでしょう」のディレクター藤村忠寿、嬉野雅道やダンスボーカルユニット「EverZOne」を役者として起用。多方面から話題を集める。
そのほかにも各種学校や自治体での演劇指導、公共機関とコラボした演劇公演など幅広い活動を通じて北海道の演劇シーンを牽引する。
他、2007年には、劇団ゴールデンキラーズらとコラボレーションを行い「イナダ祭り」を開催。劇団員を赤・青・白の3つのグループに分け、開催日ごとにそれぞれ違うチームの演劇やトークショーを行うという、新たな試みを行っている。また、9月には、札幌市と福岡市の劇場運営NPO法人の企画による地方の演劇界を盛り上げる企画「Meets! 2007」に参加。イナダ組初の道外公演が実現した。
最近では、すすきののZEUS SAPPORO (ゼウスサッポロ）で「ゆったりテーブル席に座り飲み物を楽しみながら」観るスタイルの芝居も行っている。

## 主な劇団メンバー

### 現在の主要メンバー
- 稲田博（代表）
- 山村素絵
- 吉田諒希
- 古川侑三郎
- 佐久間好期
- 吉泉元康
- 川端久美子
- 藤村忠寿（HTB、客演）
- 戸澤亮（NEXTAGE、客演）

### 過去の所属メンバー
- 武田晋
- 小島達子
- 川井"J"竜輔（現在は演劇活動を続けながら札幌市内のラーメン屋のオーナーを務めている）
- 清水友陽
- 森崎博之（TEAM NACS、俳優・タレント活動専念のため脱退）
- 戸次重幸（TEAM NACS、東京進出のため脱退）
- 大泉洋（TEAM NACS、東京進出のため脱退）
- 音尾琢真（TEAM NACS、東京進出のため脱退）
- 江田由紀浩（かつて劇団SKグループと兼任。脱退後も不定期に参加）
- 飯野智行